# キャンベラ駅
キャンベラ駅(英語: Canberra MRT station)とはシンガポール、センバワンのキャンベラ・リンクとキャンベラ・ウェイの交差点に位置するマス・ラピッド・トランジット (MRT)南北線の駅である。駅番号はNS12。既開業区間においてはドーヴァー駅に次いで2番目に設置された駅であり、シンガポールでは初めて人道橋と駅ホームが同じ高さで接続する構造となっている。環境に配慮した素材を利用する、修景保存を徹底するといった建築技術者の力により、建築・建設庁の"Green Mark for Transit Stations"を獲得した最初のMRT駅となった。
陸上交通庁の"2013 Land Transport Master Plan"における新駅構想が元となり、実現可能性の調査が行われた後、建設を行っていくと正式に発表された。2015年4月に着工され、2019年11月2日に開業した。2020年12月18日には道路をまたいだ反対側にキャンベラ・プラザが開業した。

## 歴史

### 計画
1987年に開業したシンガポール初の地下鉄である南北線は、1996年のウッドランズ延伸によってユー・ティー駅からセンバワン駅まで開業した際に、今後開業させる予定の駅としてNS6とNS12の駅ナンバリングを欠番とした。
2013年に入り、当時の運輸大臣であったルィ・タックユー（英語: Lui Tuck Yew）によって10月に提起された"Land Transport Master Plan 2013"と11月の都市再開発庁による展示会で公開された"Draft Master Plan 2013"の双方でセンバワン駅とイーシュン駅の間における新駅について言及された。さらなる再検討の末、"Draft Master Plan 2013"は2014年6月に"Master Plan 2014"へと変化していった。
これらの計画に応じる形で2013年1月から2014年6月まで、シンガポール北部の開発計画と並行して新駅の実行可能性調査が陸上交通庁によって行われた。最終的に建設可能と結論づけられ、同年8月1日、陸上交通庁よりキャンベラ駅の建設を行うと正式に発表された。

### 建設

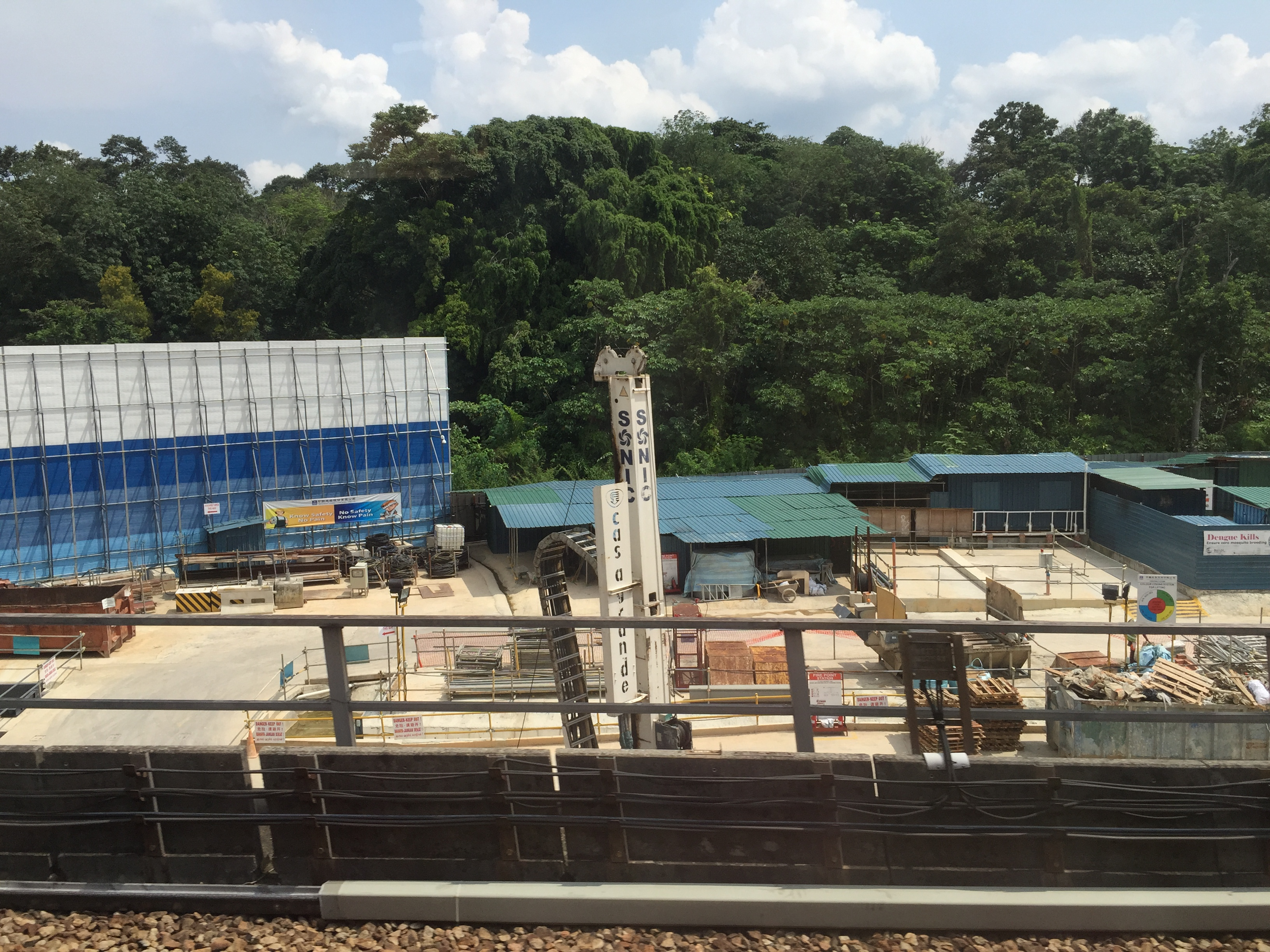
建設中の様子 (2016年7月)

建設費用は当初2億2800万シンガポールドルとされた。2015年4月27日、陸上交通庁と中国建築のシンガポール支社は新駅の設計・建設について総額9000万シンガポールドルの契約を締結した。2016年3月26日に着工されたが、その直前である3月22日に保守作業員2名が列車に轢かれて死亡するパシール・リス鉄道事故が発生していた。この事故によって作業員に対する安全の確保が急務とされ、陸上交通庁およびSMRTの判断によって営業終了後に線路を封鎖した上で屋根をはじめとした駅各部の作業を行う事となった。
駅構造の4割が完了した2017年9月、深基礎工事およびホーム板の鋳造が開始された。2018年5月には、55%の工事が完了しており、屋根もほとんど設置されていた。2019年5月18日から20日にかけ、72メートルの渡り線が駅北側に設置され、駅での折り返しができるようになった。これは2015年7月7日に発生した停電のような輸送障害が発生したときに影響を小さくするため整備されたものである。
2019年5月20日に運輸大臣のカウ・ブーン・ワン（英語: Khaw Boon Wan）が駅を訪問し、同年11月2日に開業すると発表した。開業当日はカウによって記念式典が執り行われた。

## 駅構造
DP ArchitectsおよびKTP Consultants (現在はSurbana Jurongの子会社)によって設計されており、船舶をイメージした外装となっている。この外装はセンバワンのシンガポール海軍基地を参考にしたものとなっている。屋根はシンガポールにおける公共交通の速さが連想できるよう風車がイメージされている。側壁はより太陽光が取り入れられるようガラスが用いられており、換気ができるようルーバーが設置されている。修景の徹底や環境によい素材を使うといった建設従事者の努力により、建築・建設庁の"Green Mark scheme for transit stations"にMRTの駅として初めて認められた。駅にはシンガポールのアーティストである"Tan Zi Xi"が描いたアートワークの"Symbiosis"がある。これは植物や動物との共生関係が強調されて描かれたものであり、センバワン集団選挙区の住民および出資者が自然散策の後にそれぞれ描いた動植物をTanがさらに力強く見せるように発展させたものである。

ジュロン・イースト方面ホームに飾られている"Tan Zi Xi"作の"Symbiosis" (2019年11月撮影)

出入口は5つあり、このうち4箇所は小道を経由して2つのバス停やタクシーの乗降場、500台対応している駐輪場へと向かえる。もう一つはキャンベラ・リンクを横断する人道橋につながっており、マリーナ・サウス・ピア駅方面のホームにコンコースを通ること無く直接行けるようになっている。

## 駅周辺
センバワンの東部に位置しておりイーシュンの住宅街やSungei Simpang Kiriという川に近く、開業前にはおよそ17,000世帯が恩恵を受けると予想された。
キャンベラ・リンクを横断する人道橋によって3階建てのショッピングモールであるキャンベラ・プラザと接続している。このショッピングモールは複合・公共交通指向型開発の一環として住宅開発庁によって計画されたものである。

## 駅名の由来
並行する道路である『キャンベラ・リンク』から取られた。この道路名はオーストラリアの首都であるキャンベラに由来する。

## 隣の駅
シンガポールMRT
南北線
センバワン駅 (NS11) - キャンベラ駅 (NS12) - イーシュン駅 (NS13)